# Роландас Павільоніс
Роландас Іонович Павільоніс (лит. Rolandas Pavilionis; 3 липня 1944, Шяуляй — 10 травня 2006, Вільнюс) — литовський філософ, мовознавець, громадський та політичний діяч.

## Життєпис
Працював на фабриці велосипедів в Шяуляй і вчився у вечірній школі робітничої молоді. Після закінчення її в 1962 році поступив в Вільнюський університет. У 1963-1966 роках служив в Радянській Армії. Університет закінчив в 1968 році. Після аспірантури при Академії наук УРСР (1968– 1971) захистив докторську дисертацію з логіки.
Доцент Вільнюського університету (1971-1977), потім професор (1982–1990); завідувач кафедри історії філософії та логіки. У 1990–2000 роках був ректором Вільнюського університету.
Обраний за списком соціал-лібералів «Новий союз» до парламенту Литви й з жовтня 2000 до липня 2004 був членом Сейму Литовської Республіки, входив та головував у комітеті з освіті, науки, культури.
З червня 2004 року був депутатом Європейського парламенту, входив до групи «Союз за Європу націй» (Union for Europe of the Nations).
З 1992 року був членом міжнародної консультаційної ради відродженої Києво-Могилянської академії.

## Праці
Автор низки праць з аналізу логіки мови англійською, литовською, російською мовами, а також збірок політичної публіцистики.
- - Язык и логика. — Vilnius: VU, 1975.
  - Kalba. Logika. Filosofija: šiuolaikinės loginės-filosofinės kalbos koncepcijų analizė. — Vilnius: Mintis, 1981.
  - Проблема смысла: современный логико-философский анализ языка. — Москва: Мысль, 1983.
  - Semiotika: darbų rinktinė: autorizuotas vertimas iš prancūzų kalbos / Algirdas Julius Greimas. — Vilnius: Mintis, 1989.
  - Voldenas, arba Gyvenimas miške; Apie pilietinio nepaklusnumo pareigą / Henry David Thoreau (vertė iš anglų k.). — Vilnius: Baltos lankos, 1997.
  - Prieš absurdą. — Vilnius: Kultūra, 2000—2004.
  - Tarp šviesos ir tamsos: 99 etiudai. — Vilnius: Tyto alba, 2000.
  - Prasmė ir tapatumas, arba Kelionė į save. — Vilnius: Mokslotyros institutas, 2005.
  - Kada tauta tyli: Seime organizuotų konferencijų stenogramos / sud. Algimantas Liekis. — Vilnius: Mokslotyros institutas, 2006.

## Нагороди та звання
- 1985 — Державна премія Литви за наукові праці
- 1993 — Орден Академічних пальм
- 1997 — Орден Почесного легіону
- 2001 — Орден «За заслуги»
- 2004 — Кавалер ордена Вітаутаса Великого